# I Love Japan
「I Love Japan」（アイ・ラブ・ジャパン）は、カルロス・トシキの2枚目のシングル。1993年4月1日に、日本コロムビアから発売された。

## 解説
前作「夜明けまでボーダレス」はワーナーミュージック・ジャパンからの発売であったが、本作からは日本コロムビアへ移籍している。移籍の経緯については公表されていない。本作には、森雪之丞、JULIA、吉元由美、和泉常寛が参加している。
ジャケットは、白黒のカルロスの写真を採用している。

## 収録曲
全編曲：カルロス・トシキ&和泉常寛
1. I Love Japan
  - 作詞：森雪之丞　作曲：カルロス・トシキ,和泉常寛,JULIA
2. 優しすぎた人へ
  - 作詞：吉元由美　作曲：和泉常寛
3. I Love Japan（オリジナル・カラオケ）